# Telewizja przemysłowa

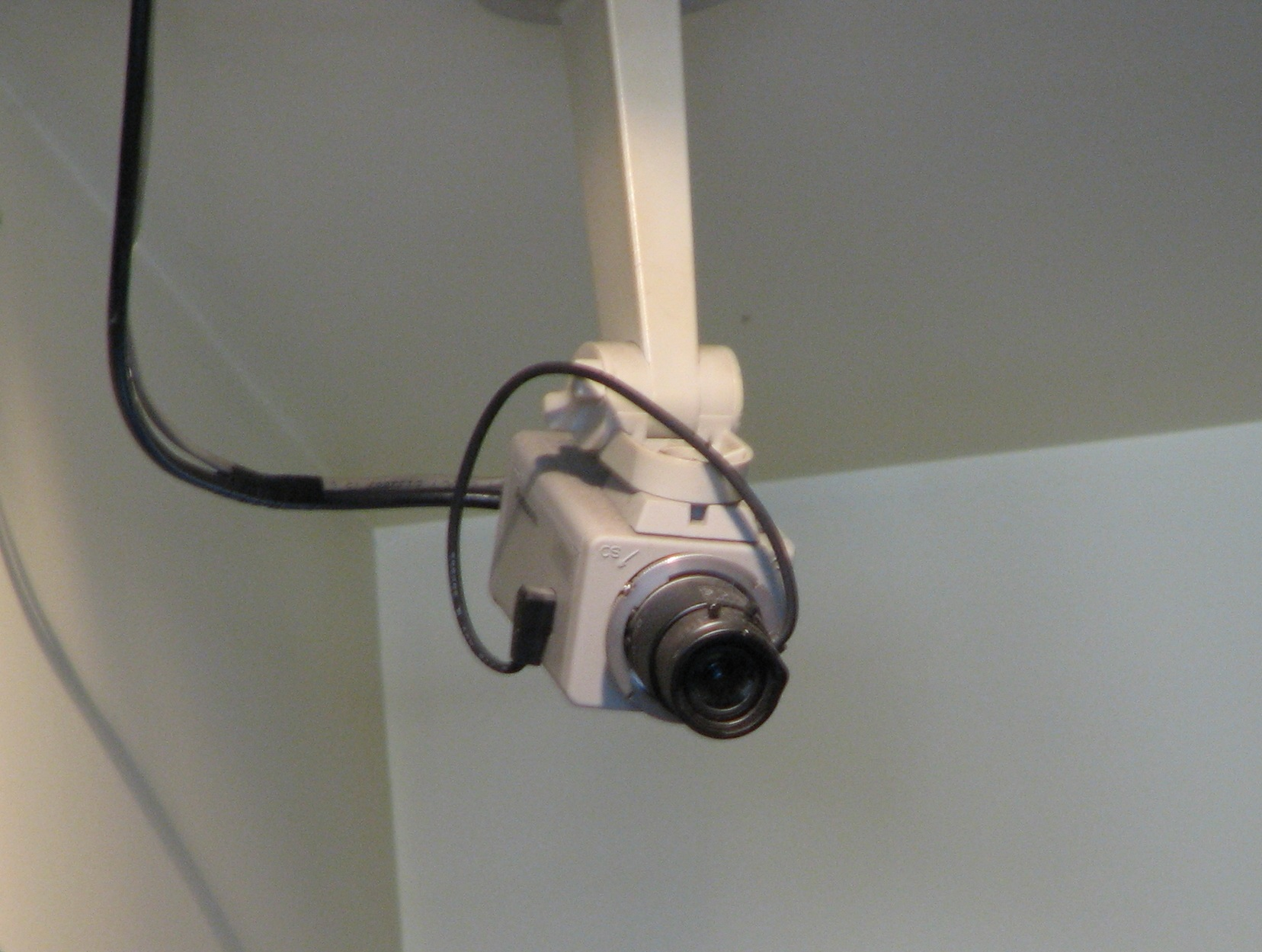
Przykładowa kamera stosowana w telewizji przemysłowej

Telewizja przemysłowa, monitoring wizyjny, wideonadzór, telewizyjny system dozorowy (CCTV – ang. closed circuit television) – system pozwalający na śledzenie z odległości zdarzeń rejestrowanych przez jedną do nawet kilkuset kamer przemysłowych jednocześnie. W skład systemu wchodzą głównie rejestratory i kamery, z których obraz jest transmitowany do centrum odbiorczego, gdzie personel na monitorach może obserwować rejestrowane zdarzenia. Ważnym elementem telewizji przemysłowej jest również klawiatura sterująca, posiadająca zwykle wbudowany dżojstik do manipulowania kamerami PTZ, pozwalająca na sterowanie całym systemem CCTV. Monitoring wizyjny, określany też jako telewizja dozorowa, różni się od zwykłej telewizji tym, że obraz z kamer jest przesyłany (przez kabel lub drogą radiową) i odbierany tylko w centrum odbiorczym, a nie w nieograniczonej liczbie odbiorników.

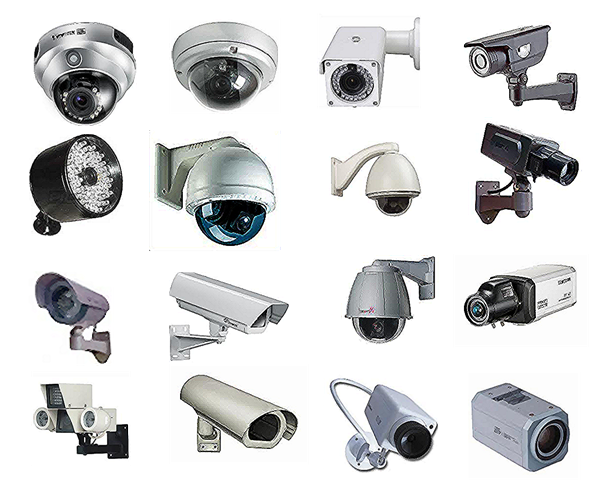
Różne rodzaje kamer CCTV

Najczęstszy deklarowany cel instalacji monitoringu wizyjnego to poprawa bezpieczeństwa, chociaż badania skuteczności prewencyjnej tego środka nie potwierdzają jego efektywności. Kwestionowane są w związku z tym wydatki ponoszone na monitoring wizyjny przez administrację centralną i samorządy.
Obecnie pojęcie telewizji przemysłowej zostało w dużej mierze wyparte przez monitoring wizyjny lub wideonadzór, co jest właściwie anglicyzmem, lecz skuteczniej opisuje zakres i dziedzinę przedmiotu, o którym mówi.
Monitoring wizyjny obecny jest m.in. w takich obiektach jak: centra handlowe, hipermarkety, kasyna gry, tereny firm, ulice miast, place, przejazdy kolejowo-drogowe, itp.
Podstawowe składniki telewizyjnych systemów dozorowych to:
- kamera przemysłowa,
- serwer wideo,
- rejestrator wideo lub cyfrowy rejestrator wideo,
- centrum monitoringu,
- zasilanie wspierane systemem zasilania awaryjnego,
- klawiatura sterująca.[4]

## Historia
W Polsce pierwszym systemem telewizji przemysłowej, produkowanym seryjnie był system „Alfa”, produkcji Warszawskich Zakładów Telewizyjnych. Opracowywany od około 1957 r., do produkcji wszedł w 1959 lub 1960 r. Produkowany był przez około 10 lat. System zawierał kamerę z widikonem, wykonaną w technologii lampowej. Odległość kamery od monitora mogła dochodzić do 250 m. Monitor wykonany w technologii lampowej zawierał czarno-biały kineskop o przekątnej 14 cali. Pobór mocy przez monitor wynosił około 500 W, zaś ciężar monitora wynosił około 60 kg. System telewizji przemysłowej „Alfa” był stosowany m.in. w kopalniach, hutach i elektrowniach. Był także stosowany w mniejszych ośrodkach TVP.